# 이사 볼레티니

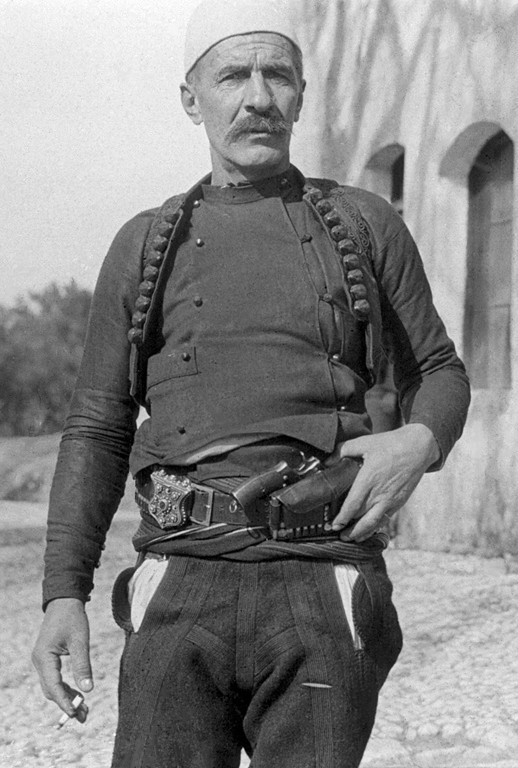
Isa Boletini (1914)

이사 볼레티니 (1864년 1월 15일 - 1916년 1월 23일)는 코소보 알바니아인의 민족주의 우상이자 당시 오스만 제국 코소보 주에서 활동하던 게릴라 전투원이였다. 청년 시절, 그는 알바니아의 민족주의 단체 프리즈렌 동맹을 가입, 오스만 제국과의 전투에 참가하였다. 이후, 그는 오스만 제국의 술탄에 충성하여 미트로비차 지역에 세력 기반을 건설하며, 동료 무슬림의 소유물을 취하고, 지역 내의 세르비아인에 대한 가혹행위를 눈감는 등의 행동을 일삼았다. 그는 이스탄불에서 4년 (1902-06)동안 이스탄불에서 오스만 궁정 근위병의 지휘를 맡았고, 이후 토지를 받아, 장교 지위를 얻어 지역 방위군의 지휘관 자리에 올랐다. 1909년 그와 여러 코소보 알바니아인 출신의 고위관리들은 무슬림에 대한 세금 시행에 대한 불만으로 청년 튀르크당에 봉기하였다. 이후, 그는 1910 반-오스만 봉기에서 중요한 역할을 맡았고, 제1차 발칸 전쟁 (1912)에서 양측의 협상을 맡고, 이후 코소보에서 몬테네그로와 세르비아 군대에 맞서 싸웠다. 그는 블로러에서 열린 알바니아 독립 선언 (1912년 11월) 행사에 참가하였으며, 영국에 외교 특사로 파견 (1913), 군주 비디의 경호원 (1914) 등의 경력을 쌓아갔다. 그는 1916년 1월 포드고리차에서 불확실한 상황 아래 총격전에서 살해당하였다.